# Glucocerebrosidase
Glucocerebrosidase (im deutschen Sprachraum auch Glukozerebrosidase, chemisch auch Glucosylceramidase) ist ein Enzym, das die Hydrolyse der β-glucosidischen Bindung von Glucocerebrosid (D-Glucosyl-N-Acylsphingosin), einer Zwischenstufe des Glycolipid-Stoffwechsels, katalysiert. Die Glucosylceramidase ist ein lysosomales Protein.
Mutationen in dem entsprechenden Gen sind die Ursache des Morbus Gaucher, einer lysosomalen Speicherkrankheit. Die vom Enzym abgeleiteten Wirkstoffe Alglucerase, Velaglucerase  und Imiglucerase werden als Ersatz bei dieser Mangelkrankheit verabreicht.
Mittlerweile wird auch ein erhöhtes Risiko von heterozygoten Trägern von Glucocerebrosidasemutationen für Morbus Parkinson beobachtet. Insbesondere tritt die Erkrankung früher auf als bei der Normalbevölkerung. Die bei Parkinson feststellbare Anhäufung von α-Synuclein in den Lysosomen ist direkt auf einen Glucosylceramidase-Mangel zurückzuführen.

## Katalysierte Reaktion
+ H2O ⇒  + Glucose
Von β-D-Glucosylceramid wird Glukose abgespalten.